# Walter Woldemar Wilhelm

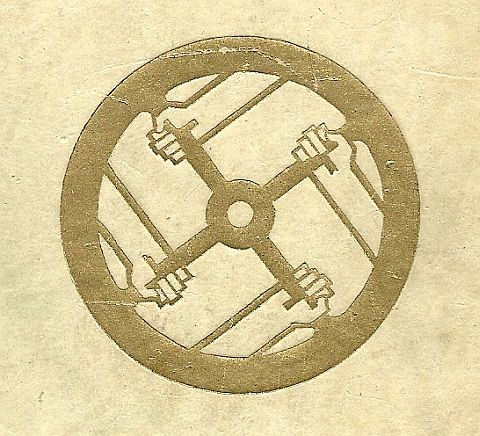
Von Wilhelm und Schlüter favorisiertes Wahrzeichen des neuen Mittelstandes (Titelbild von „Die Mission des Mittelstandes“)

Walther bzw. Walter Woldemar Wilhelm (* 5. März 1886 in Potschappel, Amtshauptmannschaft Dresden; † unbekannt, nach 1945) war ein deutscher Jurist, Schriftsteller und Politiker der Wirtschaftspartei. Er war von 1926 bis 1933 Abgeordneter im Sächsischen Landtag sowie von Januar bis Juni 1927 Wirtschaftsminister des Freistaates Sachsen.

## Leben
Nach dem Besuch des humanistischen Wettiner Gymnasiums in Dresden studierte Wilhelm Rechtswissenschaften an den Universitäten in Heidelberg, Berlin und Leipzig. Er leistete Militärdienst bei der Schutztruppe für Deutsch-Südwestafrika und nahm als Offizier der Artillerie am Ersten Weltkrieg teil. Seit 1918 praktizierte Wilhelm als Rechtsanwalt und Notar in Dresden.
Im Jahr 1919 war Wilhelm Teilnehmer der deutschen Delegation bei den Friedensverhandlungen in Versailles. 
Neben seiner beruflichen Tätigkeit betätigte er sich schriftstellerisch und verfasste 1924 gemeinsam mit Willy Schlüter das Buch Die Mission des Mittelstandes – 99 Thesen für das schaffende Volk. Ab Ende der 1920er Jahre war er Rittergutsbesitzer auf Schloss Lauterbach bei Großenhain.
Als Mitglied der Reichspartei des deutschen Mittelstandes (Wirtschaftspartei) war Wilhelm in einer Koalition mit ASPD, DDP und DVP vom 13. Januar 1927 bis zum 30. Juni 1927 unter Ministerpräsident Max Heldt (ASPD) Wirtschaftsminister im Freistaat Sachsen. Wilhelm war von 1926 bis 1933 Abgeordneter im Sächsischen Landtag.
1931 bis 1933 war Wilhelm stellvertretender Vorsitzender der nunmehr bereits im Abstieg befindlichen Wirtschaftspartei. Am 9. Februar 1932 übernahm er auch den Vorsitz der Fraktion der Wirtschaftspartei im Sächsischen Landtag.
Nach der Machtergreifung der Nationalsozialisten trat Wilhelm der NSDAP bei. Er arbeitete weiterhin als Rechtsanwalt in Dresden. Im Jahr 1936 veröffentlichte er zusammen mit Willy Schlüter das Buch Vom Geist der deutschen Stände, das im Leipziger List-Verlag erschien. (Schlüter war allerdings bereits 1935 gestorben.) 1943 wurde Wilhelm zur Wehrmacht eingezogen und war als Kriegsgerichtsrat auf der Krim tätig. Gegen Ende des Zweiten Weltkrieges soll er wegen „Wehrkraftzersetzung“ in Lauterbach unter Hausarrest gestanden haben.
Walter Wilhelm wurde 1945 durch die Rote Armee verhaftet, möglicherweise deportiert und seitdem nicht mehr gesehen. Das Schloss Lauterbach wurde enteignet.
Vom Geist der deutschen Stände wurde in der Sowjetischen Besatzungszone auf den Index der auszusortierenden Bücher gesetzt.

## Schriften (Auswahl)
- Versailles: Einsichten und Aussichten. Laube, Dresden 1919, OCLC 989788079.
- mit Willy Schlüter: Die Mission des Mittelstandes. 99 Thesen für das schaffende Volk. Laube, Dresden 1925, OCLC 247072841.
- mit Willy Schlüter: Vom Geist der deutschen Stände. List, Leipzig 1936, OCLC 72389748.